# Роллінг-Гіллс (округ Мадера, Каліфорнія)
Роллінг-Гіллс (англ. Rolling Hills) — переписна місцевість (CDP) в США, в окрузі Мадера штату Каліфорнія. Населення — 793 особи (2020).

## Географія
Роллінг-Гіллс розташований за координатами 36°54′14″ пн. ш. 119°47′48″ зх. д. / 36.90389° пн. ш. 119.79667° зх. д. (36.904023, -119.796684).  За даними Бюро перепису населення США в 2010 році переписна місцевість мала площу 1,53 км², уся площа — суходіл.

## Демографія
Згідно з переписом 2010 року, у переписній місцевості мешкали 742 особи в 292 домогосподарствах у складі 233 родин. Густота населення становила 484 особи/км².  Було 299 помешкань (195/км²).
Расовий склад населення:
| - 86,5 % — білих - 3,4 % — азіатів - 2,2 % — чорних або афроамериканців - 1,5 % — корінних американців - 0,3 % — вихідців з тихоокеанських островів - 4,6 % — осіб інших рас |

До двох чи більше рас належало 1,6 %. Частка іспаномовних становила 19,3 % від усіх жителів.
За віковим діапазоном населення розподілялося таким чином: 16,4 % — особи молодші 18 років, 59,3 % — особи у віці 18—64 років, 24,3 % — особи у віці 65 років та старші. Медіана віку мешканця становила 53,0 року. На 100 осіб жіночої статі у переписній місцевості припадало 100,5 чоловіків;  на 100 жінок у віці від 18 років та старших — 102,0 чоловіків також старших 18 років.
Середній дохід на одне домашнє господарство  становив 109 156 доларів США (медіана — 96 442), а середній дохід на одну сім'ю — 120 291 долар (медіана — 101 912). За межею бідності перебувало 2,7 % осіб, у тому числі 3,7 % дітей у віці до 18 років та 0,0 % осіб у віці 65 років та старших.
Цивільне працевлаштоване населення становило 363 особи. Основні галузі зайнятості: освіта, охорона здоров'я та соціальна допомога — 36,4 %, публічна адміністрація — 10,5 %, науковці, спеціалісти, менеджери — 8,0 %, роздрібна торгівля — 6,1 %.